# 高宮元三郎
高宮 元三郎（たかみや もとさぶろう、1885年3月 - 没年不詳）は、日本、中国、満洲、台湾の建築技術者、鉄道技術者。

## 経歴
高宮仁吉の三男として福岡市西堅粕村に生まれる。1904年福岡県立中学修猷館、1909年7月第五高等学校工科を経て、1913年7月東京帝国大学工科大学建築学科を卒業。
1913年8月名古屋市の志水組（志水建築業店）に入社。1916年5月青島守備軍軍政署に転じ、1917年10月同民政部に移り、1919年同鉄道技手、1920年1月同技師兼鉄道技師、同年5月同鉄道技師、同年12月同技師を務めた後、1923年1月免官。
1923年3月南満洲鉄道（満鉄）に入社、同年4月参事として大連工務出張所所長を経て、1925年6月大連工務事務所所長に就任。1929年退社。
その後、1931年台湾電力（台北）、1934年長谷川組（大連）、1939年大連汽船、1940年満洲車輛（大連）に勤務している。